# Sandbox (album)
Pour les articles homonymes, voir Sandbox.
Albums de Guided by Voices
Devil Between My Toes
(1987) Self-Inflicted Aerial Nostalgia
(1989)
Sandbox est un album du groupe musical américain Guided by Voices, sorti en 1987.

## Liste des pistes
1. Lips of Steel – 1:33
2. A Visit to the Creep Doctor – 1:36
3. Everyday – 2:58
4. Barricade – 4:31
5. Get to Know the Ropes – 3:48
6. Can't Stop – 2:26
7. The Drinking Jim Crow – 1:36
8. Trap Soul Door – 1:15
9. Common Rebels – 2:03
10. Long Distance Man – 1:17
11. I Certainly Hope Not – 2:01
12. Adverse Wind – 2:09